# Asociación Unitaria Americana

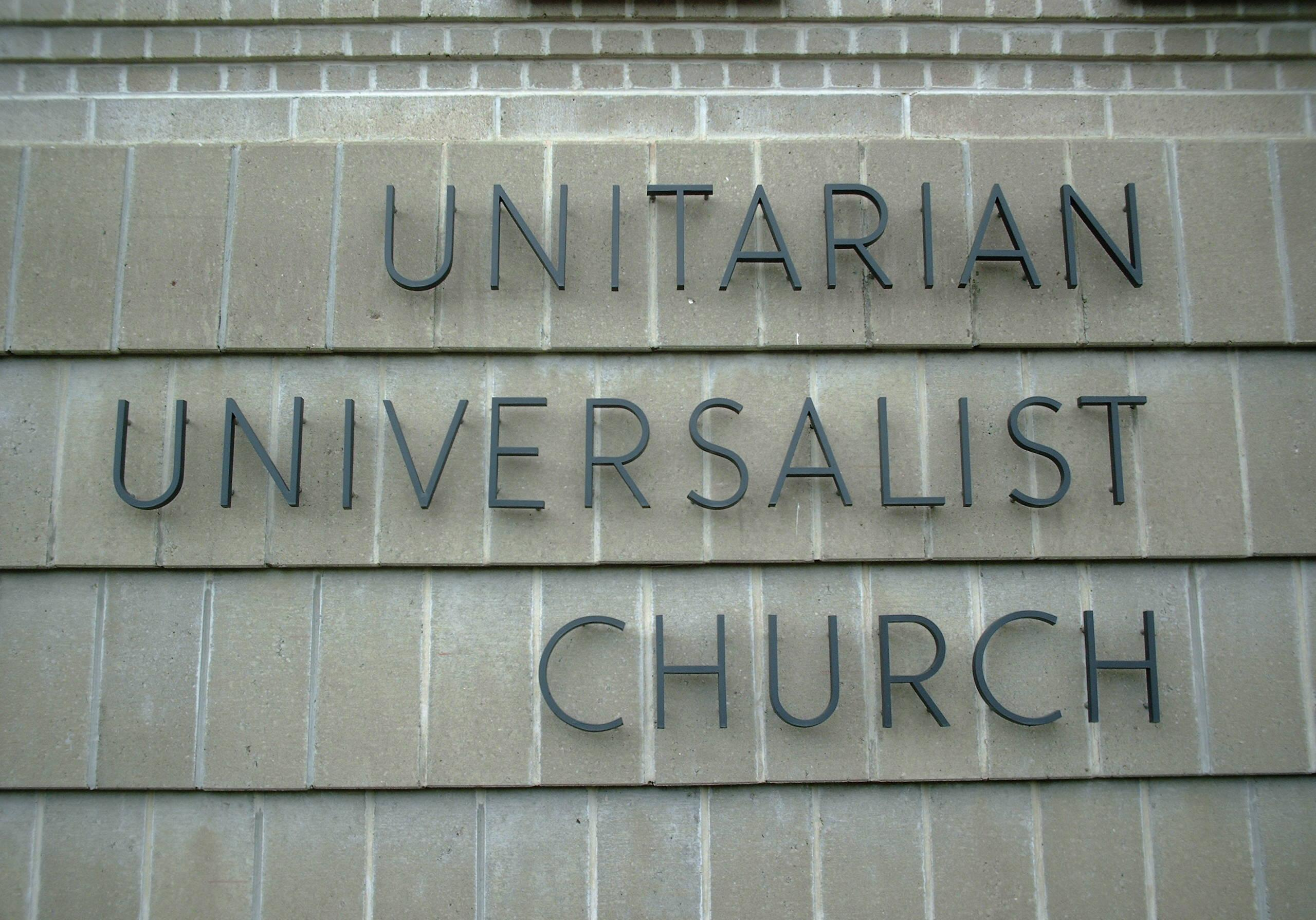
Iglesia de la Asociación Unitaria Universalista en Rochester, Minnesota.

Asociación Unitaria Americana (AUA) es como se denomina a una agrupación religiosa liberal norteamérica de origen protestante que existió entre 1825 y 1961.
La AUA fue fundada en Boston como una asociación de ministros y laicos de confesión unitarista, es decir, que rechazaban la Trinidad como ajena al texto de la revelación bíblica y a la razón humana. Desde finales del siglo XVIII y especialmente durante los primeros años del siglo XIX, se había producido un progresivo distanciamiento en las Iglesias congregacionalistas (puritanas) de Nueva Inglaterra, debido a la creciente presencia de ideas arrianas y deístas entre sus ministros más liberales e ilustrados.
Con el paso del tiempo, la AUA dejó de ser una asociación de individuos para convertirse en una asociación de congregaciones que se identificaban con la teología unitarista de sus fundadores. La Asociación Unitaria Americana desapareció como tal en 1961 al fusionarse con la Iglesia Universalista de América para formar la actual Asociación Unitaria Universalista.